# De Hardy's

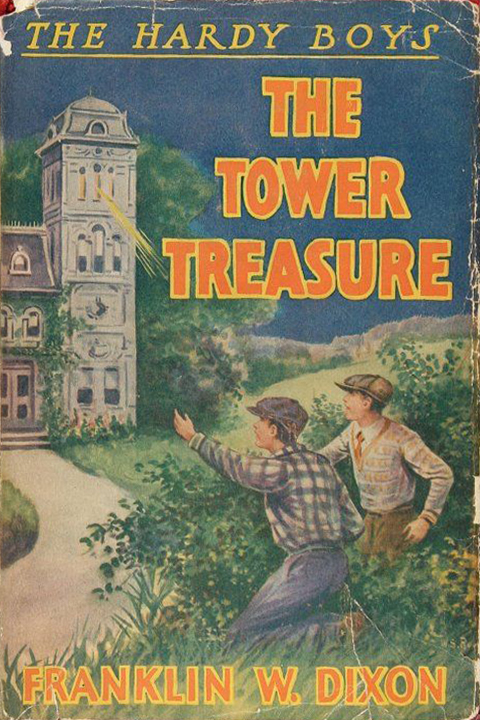
Titelpagina van The Tower Treasure, het eerste Hardy Boys boek

De Hardy's, in het Engels bekend als The Hardy Boys, zijn fictieve personages die hun oorsprong vinden in de Amerikaanse jeugdliteratuur. De boekenserie, gecreëerd door Leslie McFarlane onder het pseudoniem Franklin W. Dixon, werd voor het eerst gepubliceerd in 1927. De serie volgt de avonturen van twee broers, Frank en Joe Hardy, die als amateur-detectives diverse mysteries oplossen.
De boekenreeks begon als de Hardy Boys Mystery Stories, die liep van 1927 tot 2005 en bestond uit 190 volumes. In de loop der jaren zijn er verschillende spin-off series verschenen, waaronder de Casefiles, Undercover Brothers, en Adventures. Elk van deze series richt zich op verschillende leeftijdsgroepen en introduceert variaties in de personages en verhaallijnen.
De Hardy's zijn ook aangepast voor televisie, met zes afzonderlijke televisieaanpassingen vanaf de jaren vijftig tot de recente streamingserie in 2020. Daarnaast zijn er stripboeken, videospellen en andere merchandising rondom de personages geproduceerd.